# Varicus bucca
Varicus bucca är en fiskart som beskrevs av Robins och Böhlke, 1961. Varicus bucca ingår i släktet Varicus och familjen smörbultsfiskar. Inga underarter finns listade i Catalogue of Life.